# Wahlenbergia berteroi
Wahlenbergia berteroi är en klockväxtart som beskrevs av William Jackson Hooker och George Arnott Walker Arnott. Wahlenbergia berteroi ingår i släktet Wahlenbergia och familjen klockväxter.
Artens utbredningsområde är Juan Fernández-öarna. Inga underarter finns listade i Catalogue of Life.